# Sant’Agata Feltria
Sant’Agata Feltria ist eine italienische Gemeinde (comune) mit 1960 Einwohnern (Stand 31. Dezember 2023) in der Provinz Rimini in der Emilia-Romagna.

## Geographie
Die Gemeinde liegt etwa 40 Kilometer südwestlich von Rimini und grenzt unmittelbar an die Provinzen Forlì-Cesena und an (die Exklave Badia Tedalda von) Arezzo (Toskana). Der Marecchia begrenzt die Gemeinde im Südosten.
Die Ortsteile sind Botticella, Caioletto, Palazzo, Pereto, Petrella Guidi, Poggio Scavolo, Rivolpaio, Rocca Pratiffi, Romagnano, Rosciano, San Donato, Sapigno, Tramonto und Ugrigno.
Die Nachbargemeinden sind Badia Tedalda (AR), Casteldelci, Novafeltria, Pennabilli, Sarsina (FC), Sogliano al Rubicone (FC) und Verghereto (FC).

## Geschichte

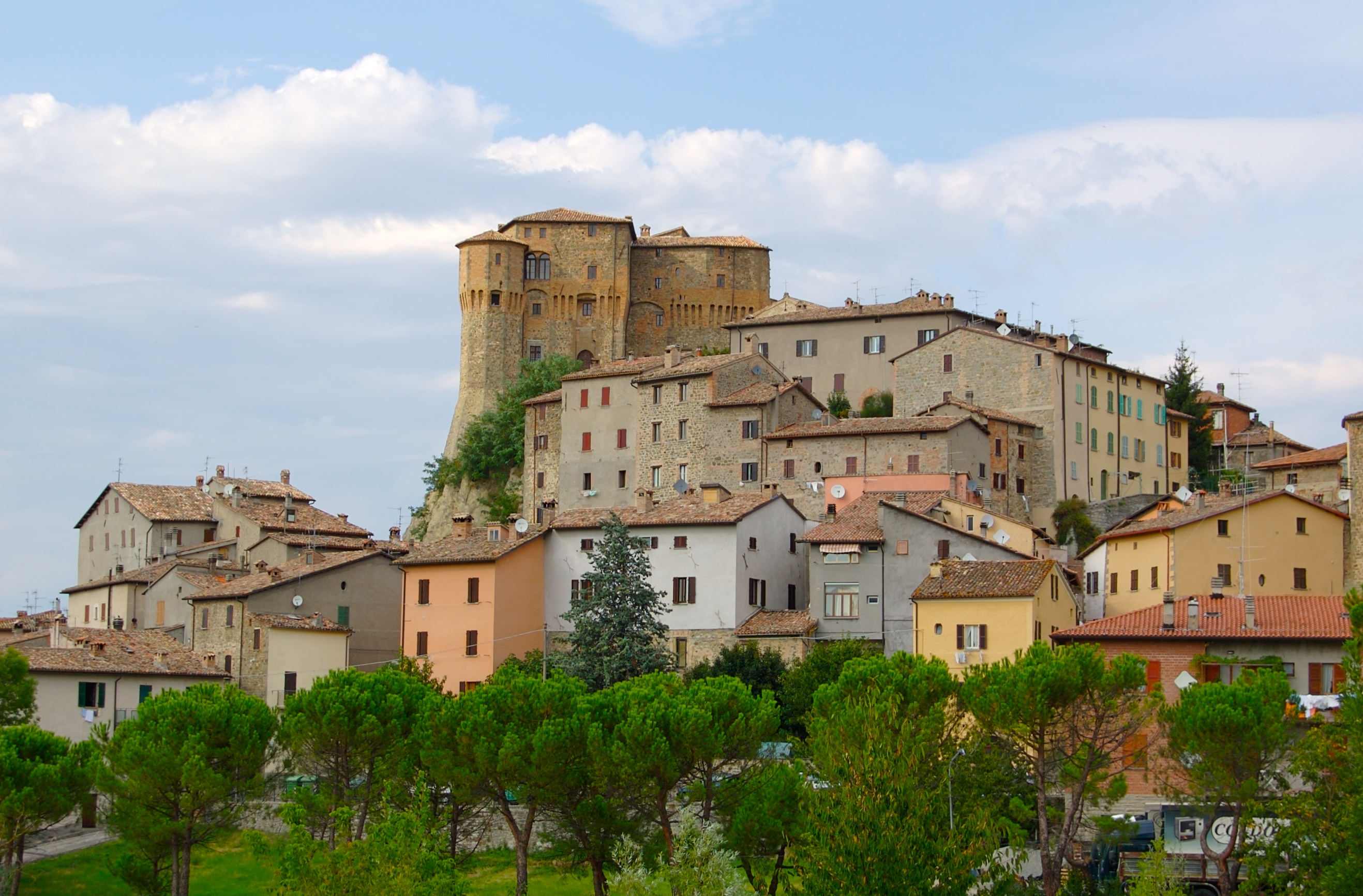
Blick auf Sant’Agata Feltria und die Rocca Fregoso

Im 15. Jahrhundert ließ Federico da Montefeltro durch seinen Militärarchitekten Francesco di Giorgio Martini den auf einem Sandsteinfelsen über dem Ort thronenden Vorgängerbau zu einem Wohnsitz für seine Tochter Gentile Feltria und deren Ehemann Agostino Giovanni Fregoso umbauen. Die Rocca Fregoso wurde später als Kloster der Minoriten genutzt, dann als Schule, Gefängnis, Amtsgericht und schließlich als Wohnung. In vier Räumen ist heute ein Museum zum Thema „Märchen“ eingerichtet.
Bis Ende 2009 gehörte die Gemeinde noch zur Provinz Pesaro und Urbino (Marken), auf Grund eines Referendums wurde sie aber der Provinz Rimini zugeschlagen.